# 河南航空8387便墜落事故
河南航空8387便墜落事故（かなんこうくう8387びんついらくじこ）は、2010年8月24日に中華人民共和国で起きた航空事故である。
ハルビン空港から伊春空港に向かっていた河南航空8387便のエンブラエルE190が着陸中に墜落した。乗客、乗員96人のうち44人が死亡した。

## 事故機の詳細
当該航空機は、エンブラエルE190LRジェット機で、中国でB-3130として登録されていた。2008年にブラジルで製造され、2008年12月に当該航空会社に引き渡された。事故当時、同機は5,109時間飛行し、4,712回飛行をしていた。

## 事故発生までの詳細
8387便はCST20時51分にハルビン空港を出発した。その後21時10分に伊春空港の天気予報を入手し、視界は9,200フィートとパイロットは認識した。21時28分19秒に管制官は8387便に対し、垂直方向の視界は問題ないが、水平方向の視界は低いと同便に対し伝えた。21時33分に8387便は空港アプローチのための旋回を完了し、21時36分にオートパイロットが解除された。21時37分、同機は着陸決心高度の1,410フィートまで降下したが、パイロットは滑走路を識別することができなかった。21時38分には対地接近警報装置が作動したが、その後もパイロットは着陸を継続し、21時38分8秒に空港滑走路から1,100m手前で木に衝突し、1,080mの地点で地面に衝突、墜落した。この衝突で主翼の燃料タンクが破裂し、火災が発生した。生存者は、コックピット後方のドアと胴体に開いた隙間から機体を離れた。なお非常口は開くことができず、機内には大量の煙が立ち込めていた。しかし乗員は乗客の避難を指揮することができなかった。

## 乗客乗員
乗客の多くは、人材と雇用に関する全国会議の参加者で、孫伯淑副大臣をはじめ中国人力資源社会保障部の関係者が含まれていた。機長は40歳で副操縦士は27歳であった。機長は顔に傷を負ったが、事故後生還した。
| 国籍 | 乗客 | 乗員 | 合計 |
| ---- | ---- | ---- | ---- |
| 中国 | 90   | 5    | 95   |
| 台湾 | 1    | 0    | 1    |
| 合計 | 91   | 5    | 96   |

## 事故後
事故後救助隊は生存者の捜索を開始したが、濃霧によって妨げられた。河南航空は事故後の数日間全便を欠航させ、社長を解雇した。中国の航空会社はこの事故を受け、安全点検を強化した。
河南省工商行政管理局は、事故後河南航空という名称が世間に誤解を与え関係のない省のイメージを損ねるとして、河南航空の企業登録を取り消し鯤鵬航空に戻すことを要求したと発表した。しかしこれは直ちにメディアの批判を受け、企業の名称選択権に対する行政干渉の正当性を疑問視された。8月31日、河南航空は墜落事故で死亡した遺族に96万元（約14万ドル）を支払うと発表した。
この事故は約12年後に発生し乗客乗員132名全員が死亡した中国東方航空5735便墜落事故まで、中国における最後の死亡事故となった。

## 事故の裁判
2014年12月25日、同機長は事故を起こした責任で3年の禁固刑を言い渡された。しかし彼はその翌日に判決を不服とし、彼の弁護士は判決は「厳しすぎる」とし、事故の責任は彼だけではないと述べた。